# Lamberto Maggiorani
Lamberto Maggiorani (* 28. August 1909 in Rom; † 22. April 1983 ebenda) war ein italienischer Schauspieler.

## Leben
Lamberto Maggiorani arbeitete als Mechaniker in einer Fabrik, als er für den Film Fahrraddiebe von Vittorio De Sica verpflichtet wurde. Darin verkörperte er die Hauptrolle des Arbeitssuchenden Antonio Ricci. Maggiorani hatte zuvor keinerlei Schauspielerfahrung gehabt; die Besetzung eines „normalen“ Mannes aus der Arbeiterschicht anstatt eines Profischauspielers entsprach aber dem Wunsch De Sicas, seinem Film einen starken Realismus zu verleihen. Der Erfolg von Fahrraddiebe, welcher den unter anderem als bester fremdsprachiger Film mit dem Oscar ausgezeichnet wurde und als Hauptwerk des Italienischen Neorealismus gilt, verschaffte Maggiorani quasi über Nacht eine große Bekanntheit. 
Maggiorani spielte bis 1970 in weiteren Filmen, unter anderem neben Stars wie Jean-Paul Belmondo, Gina Lollobrigida, Terence Hill und Anouk Aimée. Jedoch erhielt er meistens nur kleinere Nebenrollen und konnte somit nicht an den Erfolg von Fahrraddiebe anknüpfen. Deshalb war spätestens Anfang der 1960er-Jahre neben seinen Filmrollen auch wieder in seinen bürgerlichen Handwerkerberuf zurückgekehrt.

## Filmografie
- 1948: Fahrraddiebe (Ladri di biciclette)
- 1949: Vent’anni
- 1950: Frauen ohne Namen (Donne senza nome)
- 1951: Fünf Mädchen und ein Mann (A Tale of Five Cities)
- 1951: Achtung! Banditi!
- 1951: Anna
- 1951: Salvate mia figlia
- 1952: Umberto D.
- 1952: Das große Ferienabenteuer (Vacanze col gangster)
- 1953: Via Padova 46
- 1955: Die große Schlacht des Don Camillo (Don Camillo e l’onorevole Peppone)
- 1956: Totò, Peppino e i fuorilegge
- 1961: Das Jüngste Gericht findet nicht statt (Il giudizio universale)
- 1962: Mamma Roma
- 1963: Ro.Go.Pa.G.
- 1963: Verrückte Seefahrt (Mare matto)
- 1970: Ostia